# 이와도촌 (군마현)
이와도촌(일본어: 磐戸村)은 일본 군마현 간라군에 설치되었던 촌이다. 현재의 난모쿠촌에 해당한다.